# Beabadoobee
Беатрис Кристи Илехай Лаус (англ. Beatrice Kristi Ilejay Laus; р. 3 июня 2000, Илоило, Филиппины), более известная под псевдонимом Beabadoobee — британская инди-рок-певица, автор-исполнитель филиппинского происхождения. Она была номинирована на премию Rising Star Award на церемонии 2020 Brit Awards, и получила награду Radar Award на церемонии 2020 NME Awards. Beabadoobee также была названа открытием 2020 года в ежегодном, проводимом BBC опросе музыкальных критиков Sound of 2020.
Beabadoobee выступала в качестве группы поддержки для группы the 1975 во время нескольких этапов их тура Music for Cars Tour, а также для американской певицы Clairo во время ее Immunity Tour. В 2023 году Beabadoobee стали открывающим артистом на концертах Тейлор Свифт в туре The Eras Tour.

## Биография
Родилась 3 июня 2000 в г. Илоило, Филиппины, затем в возрасте трёх лет переехала вместе с родителями в Лондон. Настоящее имя Beatrice Laus, но также известна как Bea Kristi.
Начиная с марта 2023 года, Beabadoobee гастролировали в Германии, Италии, Люксембурге, Бельгии, Норвегии, Нидерландах, Швеции и Дании. Beabadoobee также выступили в качестве открывающих артистов на двенадцати концертах американского этапа тура Тейлор Свифт The Eras Tour в 2023 году.
Ее третий студийный альбом This Is How Tomorrow Moves был выпущен 9 августа 2024 года и дебютировал на первом месте в Великобритании, став ее первым альбомом номер 1.

## Дискография
Дискография Beabadoobee включает, в том числе, следующие релизы:

### Студийные альбомы
- Fake It Flowers (2020)
- Beatopia (2022)
- This Is How Tomorrow Moves (2024)

### Мини-альбомы
- Lice (2018)
- Patched Up (2018)
- Loveworm (2019)
- Loveworm (Bedroom Sessions) (2019)
- Space Cadet (2019)
- Our Extended Play (2021)

## Награды и номинации
| Организация                  | Год  | Награда                        | Работа                                  | Результат |
| ---------------------------- | ---- | ------------------------------ | --------------------------------------- | --------- |
| AIM Independent Music Awards | 2021 | Best Live Streamed Act         | Beabadoobee                             | Номинация |
| Brit Awards                  | 2020 | Rising Star                    | Beabadoobee                             | Номинация |
| BBC                          | 2020 | Sound of 2020                  | Beabadoobee                             | Лонглист  |
| NME Awards                   | 2020 | Radar Award                    | Beabadoobee                             | Победа    |
| UK Music Video Awards        | 2019 | Best Rock Video — Newcomer     | «Disappear»                             | Номинация |
| UK Music Video Awards        | 2020 | Best Rock Video — Newcomer     | «I Wish I Was Stephen Malkmus»          | Номинация |
| UK Music Video Awards        | 2021 | Best Rock Video — UK           | «Last Day on Earth»                     | Победа    |
| UK Music Video Awards        | 2022 | Best Pop Video — Newcomer      | «Fall in Love with a Girl» (с Cavetown) | Победа    |
| UK Music Video Awards        | 2023 | Best Pop Video — Newcomer      | «Glue Song»                             | Номинация |
| SOCAN Songwriting Prize      | 2023 | English Songwriter of the Year | «Silver Into Rain» (с Luna Li)          | Победа    |